# Дах

1. Фронтон (шпиль).
2. Схил.
3. Гребінь.
4. Розжолобок.
5. Слухове вікно.
6. Вальм.
7. Ребро

| 1. Фронтон (шпиль). 2. Схил. 3. Гребінь. 4. Розжолобок. | 5. Слухове вікно. 6. Вальм. 7. Ребро |

Дах (від нім. Dach), іноді покрі́вля — верхня частина будинку. Складається з тримальної конструкції, що передає навантаження від снігу, вітру й власної ваги даху на стіни або окремі опори, і зовнішньої оболонки — покрівлі. Солом'яний або очеретяний дах зазвичай зовуть стріхою.
Дахи і покриття будівель призначені для надійного захисту приміщень від атмосферних впливів і забезпечення в них заданих мікрокліматичних параметрів. Відповідно до функціонального призначення дахи і покриття складаються з огороджуючої і несучої частин. Несучі частини дахів і покриттів повинні мати необхідну міцність і стійкість.
Дахи будинків поділяють на горищні і безгорищні. Горищні дахи захищають будинок тільки від атмосферних опадів, а теплоізоляція приміщення забезпечується горищним перекриттям. За формою розрізняють дахи односхилі, двосхилі, чотирисхилі, шатрові, склепінчасті та ін. Односхилі дахи прості за будовою і спираються на стіни різної висоти. Двосхилі дахи найчастіше зустрічаються в будинках значної довжини і малої ширини.

## Елементи даху
Основний елемент даху — похила площина, що зветься схилом. Його основою є кроквяна система (крокви, які спираються на мауерлат, з поздовжніми і поперечними перемичками), а також обрешітка (лати і контрлати). Перетин схилів утворює похилі і горизонтальні ребра. Горизонтальні ребра називають гребенем. Перетини схилів, що утворюють внутрішні кути, називають розжолобками. Покрівля — верхній елемент даху (покриття), що оберігає будівлі від впливу атмосферних явищ. Краї покрівлі над стінами будівлі називають звисами, які бувають карнизними (розташовані горизонтально, виступають за контур зовнішніх стін) або фронтонними (розташовані похило). Вода по схилах стікає до настінних жолобів і відводиться через водоприймальні лійки у водостічні труби і далі в зливову каналізацію.
Конструкція даху і вибір покрівельного матеріалу визначається на стадії проекту і залежить від дизайну фасаду будівлі і технології настилу покрівлі.
У південних країнах і на Сході роблять пласкі дахи з малим ухилом для стоку води, покриваючи їх каменем або землею і утворюючи терасу, по якій зручно ходити.
У Європі поширені різні види шатрових дахів.
Елементи даху — покрівля, схил, крокви, обрешітка, мауерлат, ребра, гребінь, карниз, фронтон, жолоб, ринва.

## Форми
| 1. Односхилий. 2. Двосхилий. 3. Вальмовий. | 4. Шатровий. 5. Багатощипцевий. 6. Мансардний. |

1. Односхилий.
2. Двосхилий.
3. Вальмовий.
4. Шатровий.
5. Багатощипцевий.
6. Мансардний.

- Одношатровий дах: спирається своєю тримальною конструкцією (системою кроков, фермою і ін.) на зовнішні стіни, що знаходяться на різних рівнях. Односхилі дахи застосовуються найчастіше при будівництві веранд і терас, господарських споруд, складських приміщень.
- Двосхилий дах – являє собою дві похилі площини. Найбільш традиційний та поширений варіант даху. Крім того, найчастіше така конструкція, порівняно бюджетніша ніж інші варіанти. Поширеним є оформлення мансардного поверху під таким дахом. Це значно економить простір та дає змогу облаштувати повноцінну додаткову кімнату.
- Шатровий дах: всі схили такого даху, у вигляді рівнобедрених трикутників, сходяться в одній точці. Його визначальним елементом є симетричність. Застосовується для будівель у формі квадрата або рівностороннього багатокутника.
- Вальмовий дах або чотирисхилий дах — дах із чотирма схилами, два з яких мають форму трапеції, а інші два — форму трикутників (торцеві схили, вальми).
  - Напіввальмовий дах — чотирисхилий дах із зрізаними наполовину вальмами.

Вальмовий дах
(1) Напіввальмовий чотирисхилий
(2) Напіввальмовий двосхилий

- Багатощипцевий дах: його споруджують на будинках зі складною багатокутною формою плану. Такі дахи мають більшу кількість ендів (внутрішній кут) і ребер (виступаючі кути, які утворюють перетини схилів покрівлі), що вимагає високої кваліфікації при виконанні покрівельних робіт.
- Мансардний дах
- Купольні і конічні дахи: застосовуються для накриття будівель кругового контуру в плані.
- Пласкі дахи широко застосовують в житловому і в промисловому будівництві. На відміну від схилових дахів, на пласких дахах не застосовують для покриття листові матеріали. Тут необхідні матеріали, що дають можливість утворювати суцільний килим (бітумні, бітумно-полімерні і полімерні матеріали, а також мастики). Цей килим має бути еластичним, щоб витримувати температурні і механічні деформації основи покрівлі. Як основу використовують поверхню теплоізоляції, тримні плити, стяжку.